# Olivia Palermo
Pour les articles homonymes, voir Palermo.
Olivia Palermo est une actrice « socialite », et mannequin américain, née le 28 février 1986 à Greenwich, dans le Connecticut.

## Biographie
Fille d'un promoteur immobilier et d'une décoratrice d'intérieur, Olivia Palermo grandit dans l'Upper East Side. Elle est élève à l'école privée St Luke puis à l'American University of Paris pendant un an avant d'étudier les médias à l'université The New School.
En 2009, elle est l'un des personnages principaux de l'émission de télé-réalité The City (en), spin-off de Laguna Beach : The Hills, qui suit le quotidien de cinq jeunes travaillant dans les milieux de la mode et du spectacle. La seconde et dernière saison est diffusée en 2010. Elle permet à Olivia Palermo de se faire connaître du public américain qui la considère depuis comme une it girl, ce qui va pousser l'agence de mannequins Wilhelmina Models à lui faire signer un contrat.
Elle commence alors à travailler avec plusieurs marques, en commençant par Mango fin 2010. La marque la choisit en effet comme égérie, la faisant poser aux côtés de son compagnon Johannes Huebl pour leur campagne de publicité. L'année suivante, elle prête son image au joaillier Carrera y Carrera (en) pour sa collection d'été.
En 2012, elle est le visage du nouveau parfum de la marque Rochas,, Cascade.
Edgar Osorio, créateur de la marque de chaussures italienne Aquazzura, dévoile en juillet 2014 une collection capsule créée par Olivia Palermo. Composée de six pièces, elle est commercialisée à partir du mois de septembre sur le site web Net-a-Porter et dans une douzaine de boutiques.
En 2015, elle est nommée directrice artistique de la marque de cosmétiques Ciaté. Initialement spécialisée dans les ongles, la marque fait appel à Olivia Palermo pour développer des produits cosmétiques. Elle crée ainsi une gamme de maquillage commercialisée à partir de l'été aux États-Unis.
Elle enchaine cette même année deux projets avec son mari Johannes Huebl : ils sont choisis pour filmer une vidéo afin de promouvoir la sortie d'un nouveau produit de la marque de cosmétiques La Mer. Deux autres couples prendront part à cette campagne nommée Illuminating Moments. Le couple collabore aussi avec Tommy Hilfiger pour qui il sélectionne plusieurs pièces de la collection printemps-été 2015 qui vont être mises en avant dans les magasins de la marque ainsi que sur le web.
Début 2016, elle sort une collection de vêtements en collaboration avec Nordstrom, Olivia Palermo + Chelsea28, qui comporte trente-deux pièces, dans un style sportswear pour la plupart. Trois autres collections sortent pendant l'année dans le cadre de cette collaboration. Elle incarne en même temps la collection Possession du joaillier Piaget, dont les photos de la campagne de publicité sont prises par son mari Johannes Huebl,.

## Galerie

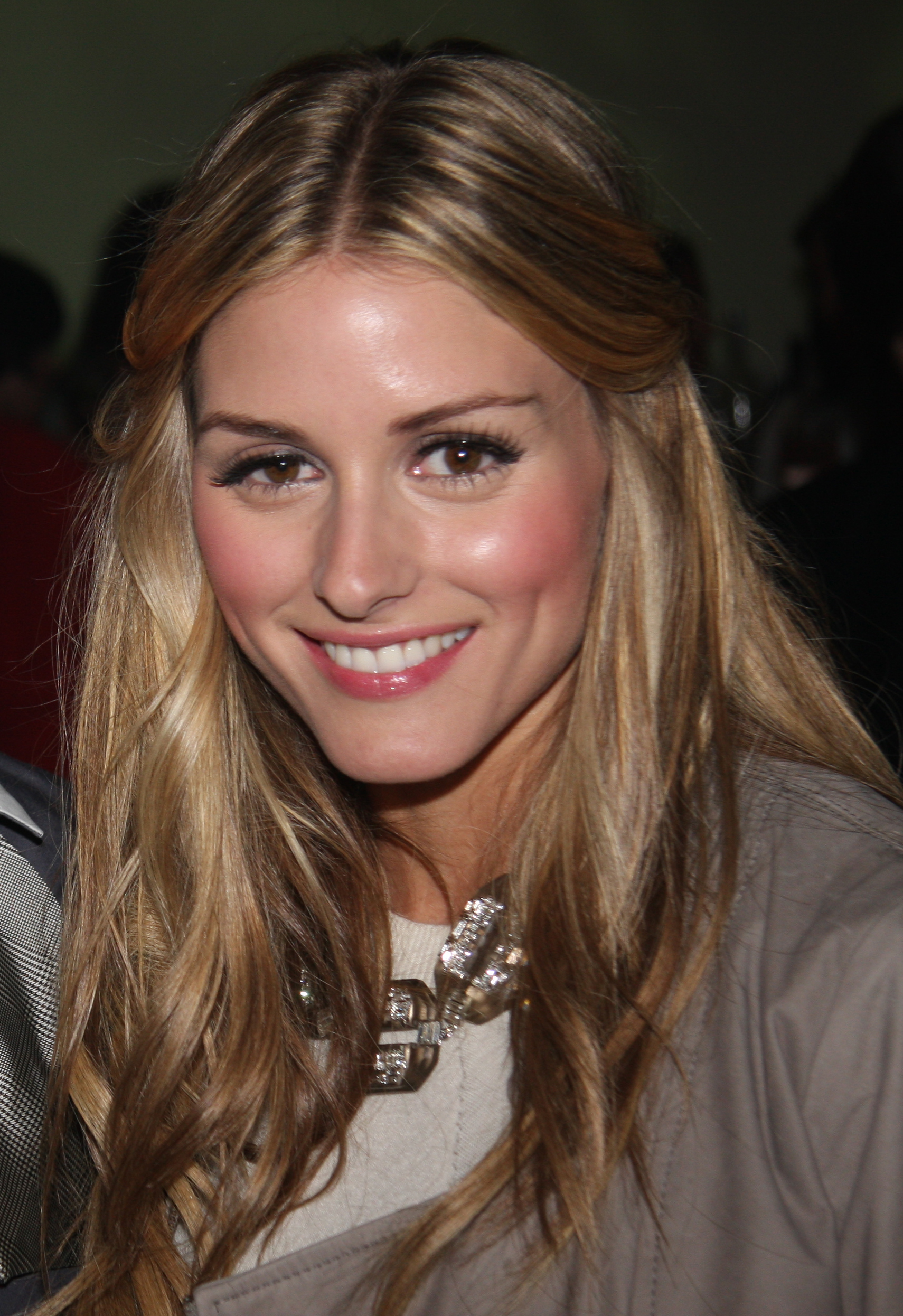
Olivia Palermo en juin 2009.
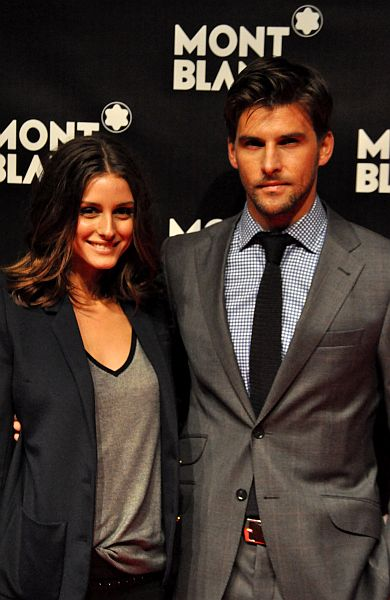
Olivia Palermo en 2010 avec son mari Johannes Huebl.